# Какумяэ
Ка́кумяэ (эст. Kakumäe) — микрорайон в районе Хааберсти, Таллин. 

## География

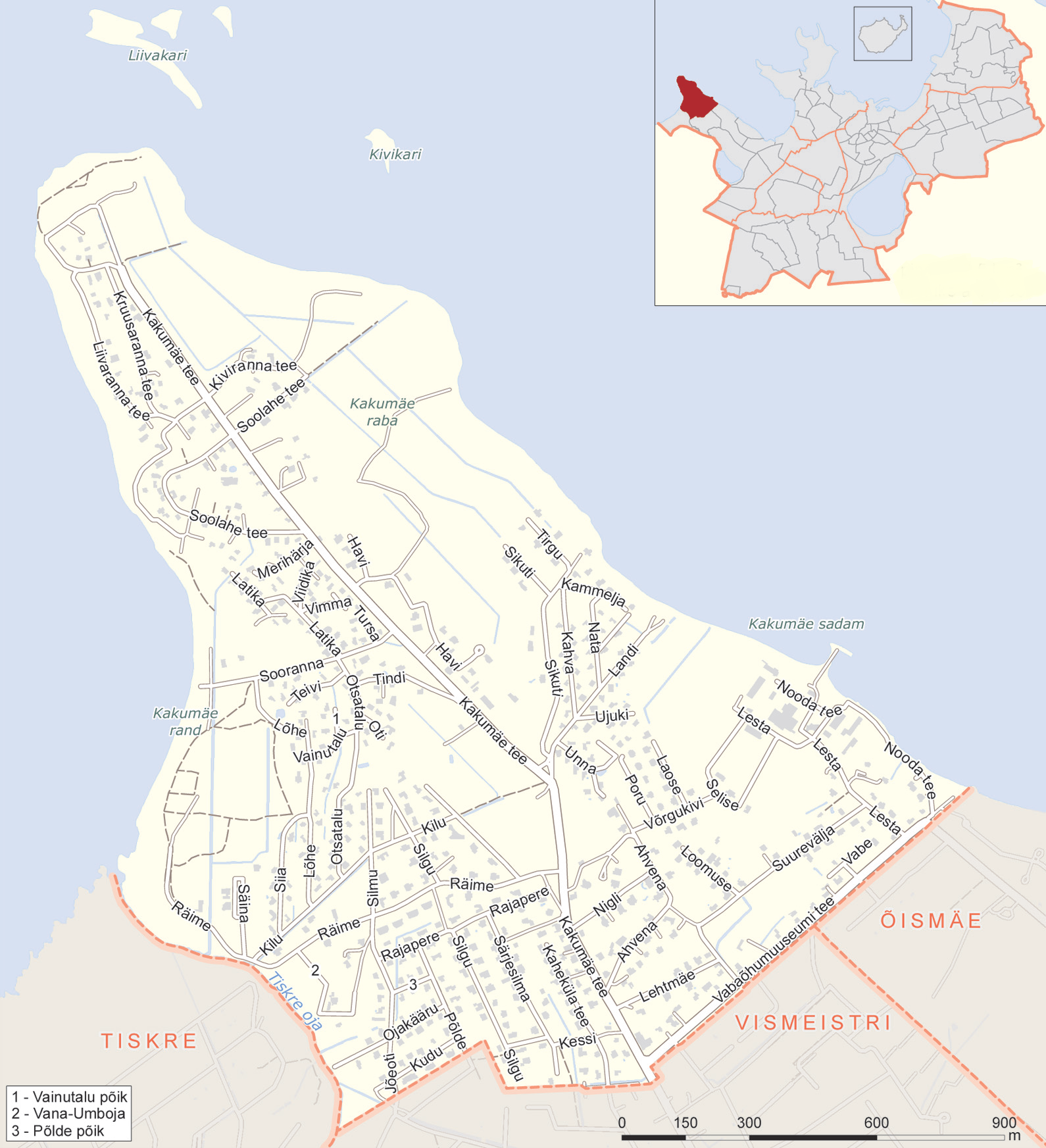
Карта микрорайона Какумяэ

Расположен на полуострове Какумяэ, который является частью Балтийско-Ладожского уступа, на берегу залива Какумяэ. Граничит с микрорайонами Тискре, Ыйсмяэ и Висмейстри. Площадь — 2,51 км². Плотность населения на 1 января 2023 года — 897,2 чел/км². 

## Улицы
Самые протяжённые улицы микрорайона Какумяэ ― Вабаыхумуузеуми и Какумяэ.

## Население
| Численность населения микрорайона Какумяэ на 1 января по данным Регистра народонаселения | Численность населения микрорайона Какумяэ на 1 января по данным Регистра народонаселения | Численность населения микрорайона Какумяэ на 1 января по данным Регистра народонаселения | Численность населения микрорайона Какумяэ на 1 января по данным Регистра народонаселения | Численность населения микрорайона Какумяэ на 1 января по данным Регистра народонаселения | Численность населения микрорайона Какумяэ на 1 января по данным Регистра народонаселения | Численность населения микрорайона Какумяэ на 1 января по данным Регистра народонаселения | Численность населения микрорайона Какумяэ на 1 января по данным Регистра народонаселения |
| 2008                                                                                     | 2010                                                                                     | 2011                                                                                     | 2012                                                                                     | 2013                                                                                     | 2014                                                                                     | 2015                                                                                     | 2016                                                                                     |
| ---------------------------------------------------------------------------------------- | ---------------------------------------------------------------------------------------- | ---------------------------------------------------------------------------------------- | ---------------------------------------------------------------------------------------- | ---------------------------------------------------------------------------------------- | ---------------------------------------------------------------------------------------- | ---------------------------------------------------------------------------------------- | ---------------------------------------------------------------------------------------- |
| 1139                                                                                     | ↗1262                                                                                    | ↗1343                                                                                    | ↗1621                                                                                    | ↗1656                                                                                    | ↗1695                                                                                    | ↗1733                                                                                    | ↗1796                                                                                    |
| 2017                                                                                     | 2018                                                                                     | 2019                                                                                     | 2020                                                                                     | 2021                                                                                     | 2022                                                                                     | 2023                                                                                     |                                                                                          |
| ↗1849                                                                                    | ↗1981                                                                                    | ↗2000                                                                                    | ↗2054                                                                                    | ↗2070                                                                                    | ↗2156                                                                                    | ↗2252                                                                                    |                                                                                          |

## История
Район Какумяэ получил своё название по располагавшейся там одноимённой деревне, которая впервые упоминалась ещё в 1467 году (Kakamaye). В письменных источниках 1688 года упоминается Kackomeggi, 1798 года — Kakkomäggi, 1900 года — Какумеги, 1913 года — Какомяги (село). Деревня была присоединена к Таллину в 1975 году. 
Памятники истории можно увидеть на оконечности полуострова Какумяэ, где расположены возведённые во время Первой мировой войны объекты артиллерийской батареи Морской крепости Петра Великого.

## Застройка
Застроен в основном частными жилыми домами. Является одним из самых живописных мест Таллина. В микрорайоне расположены пляж Какумяэ и современный яхтенный порт Хавен Какумяэ.

## Общественный транспорт
По микрорайону проходят маршруты городских автобусов № 21, 21A, 21B, 41 и 41B.

## Происхождение топонима
Первая часть топонима отсылает, вероятно, к названию птицы: kakk → kaku — «неясыть». В народе также есть другое объяснение: katk → katku — «чума» (по месту захоронения во время эпидемии чумы).

## Галерея

Микрорайон Какумяэ
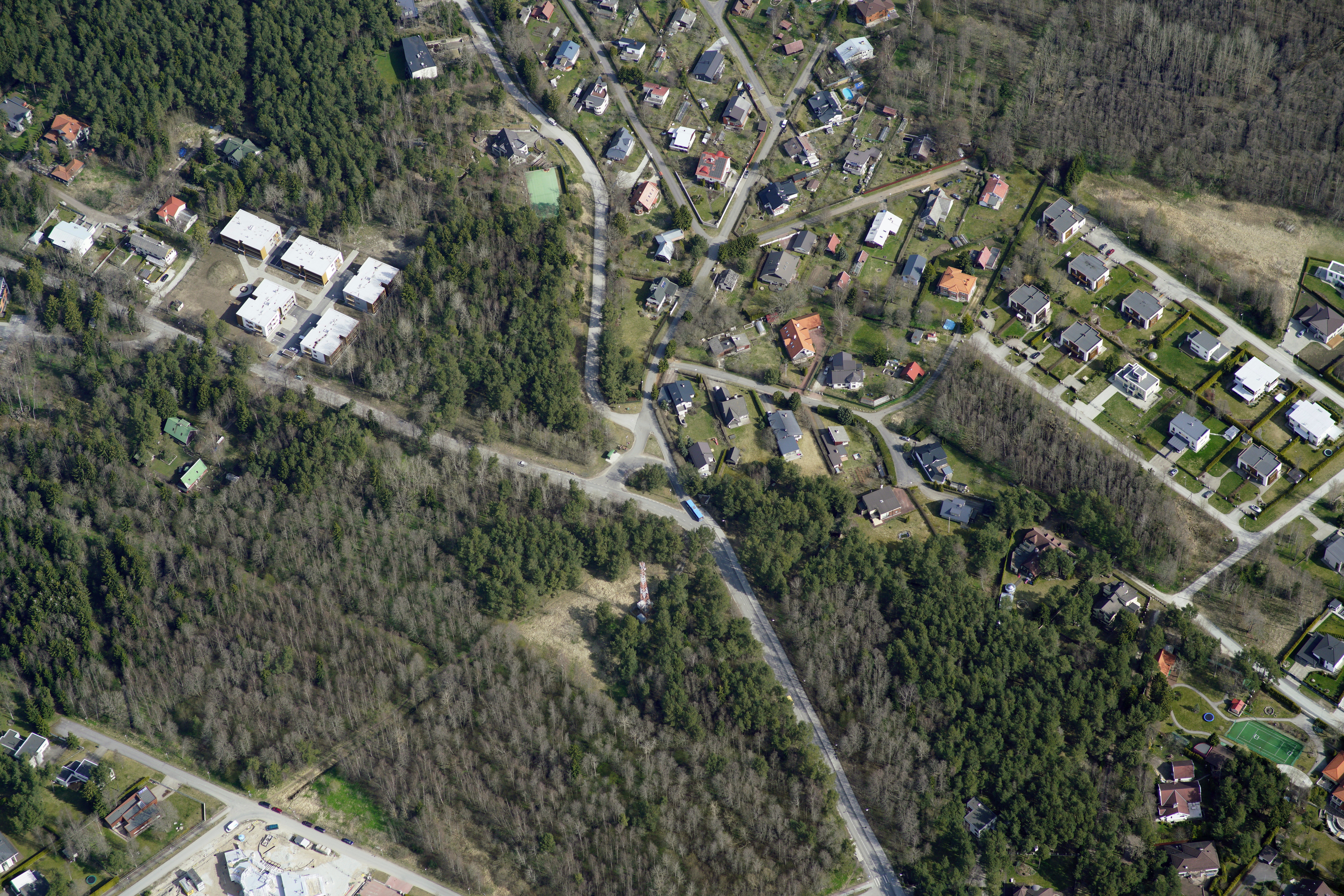
Вид на микрорайон с воздуха
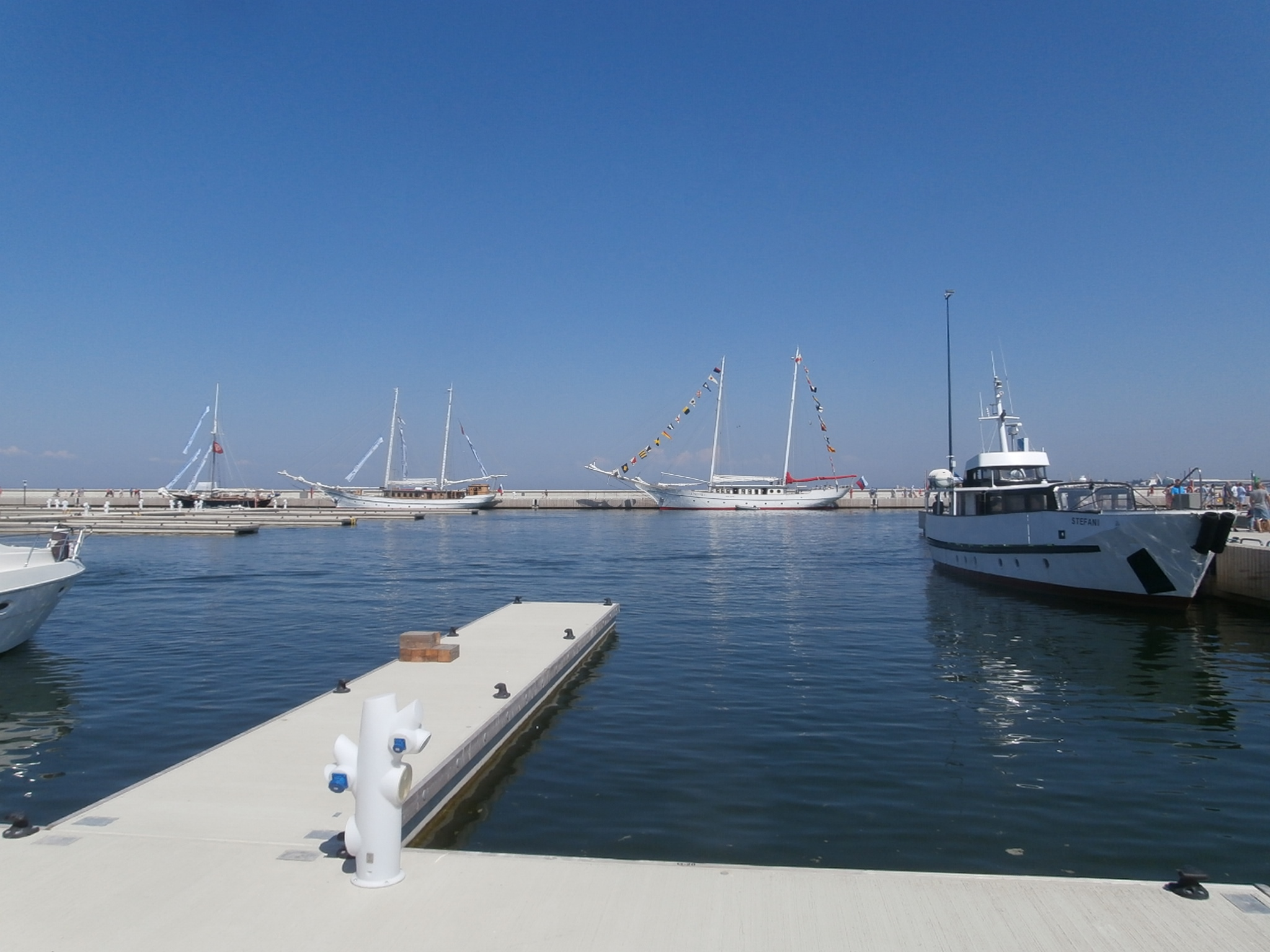
Яхтенный порт «Хавен Какумяэ»
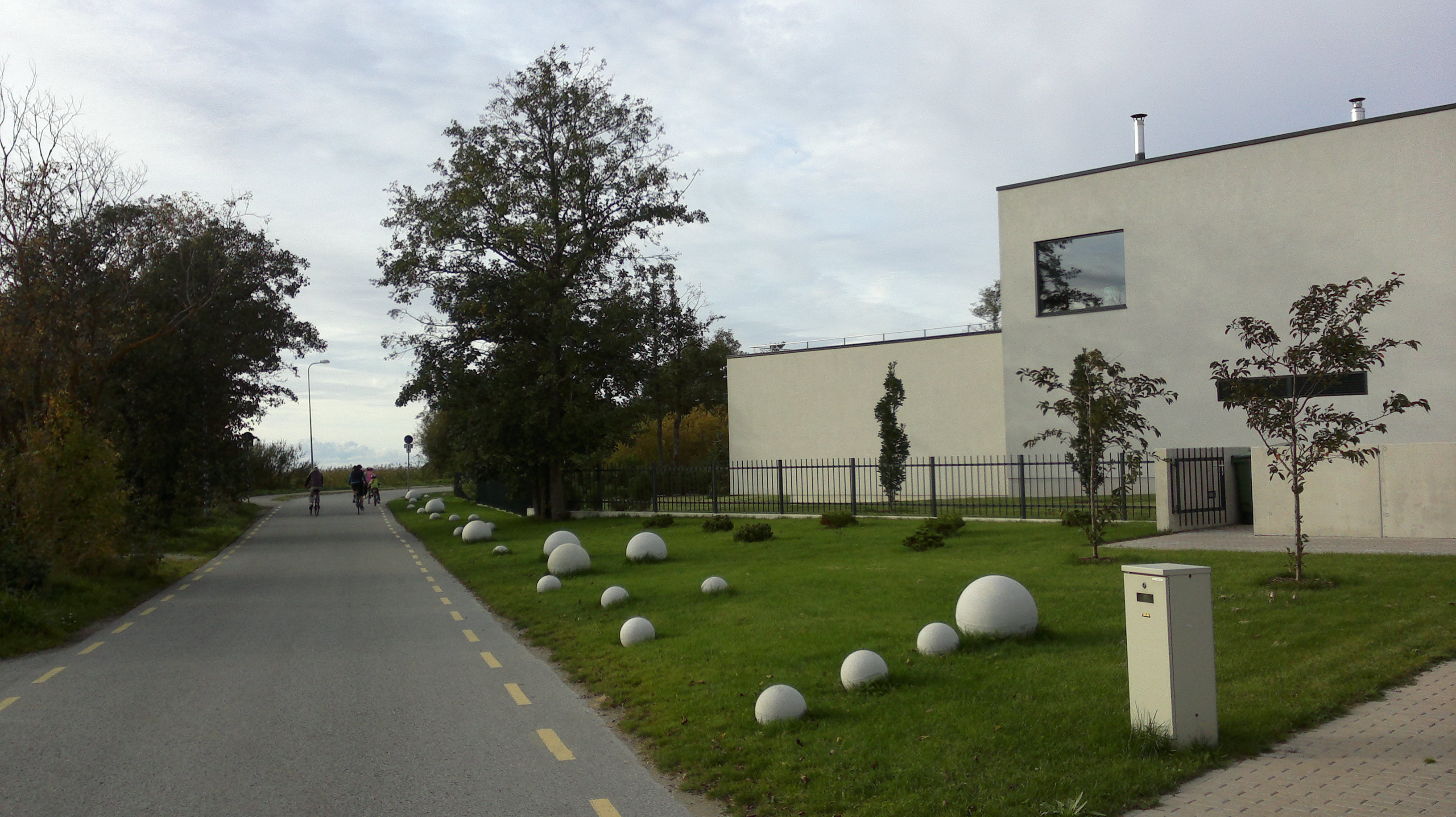
Улица Ряйме
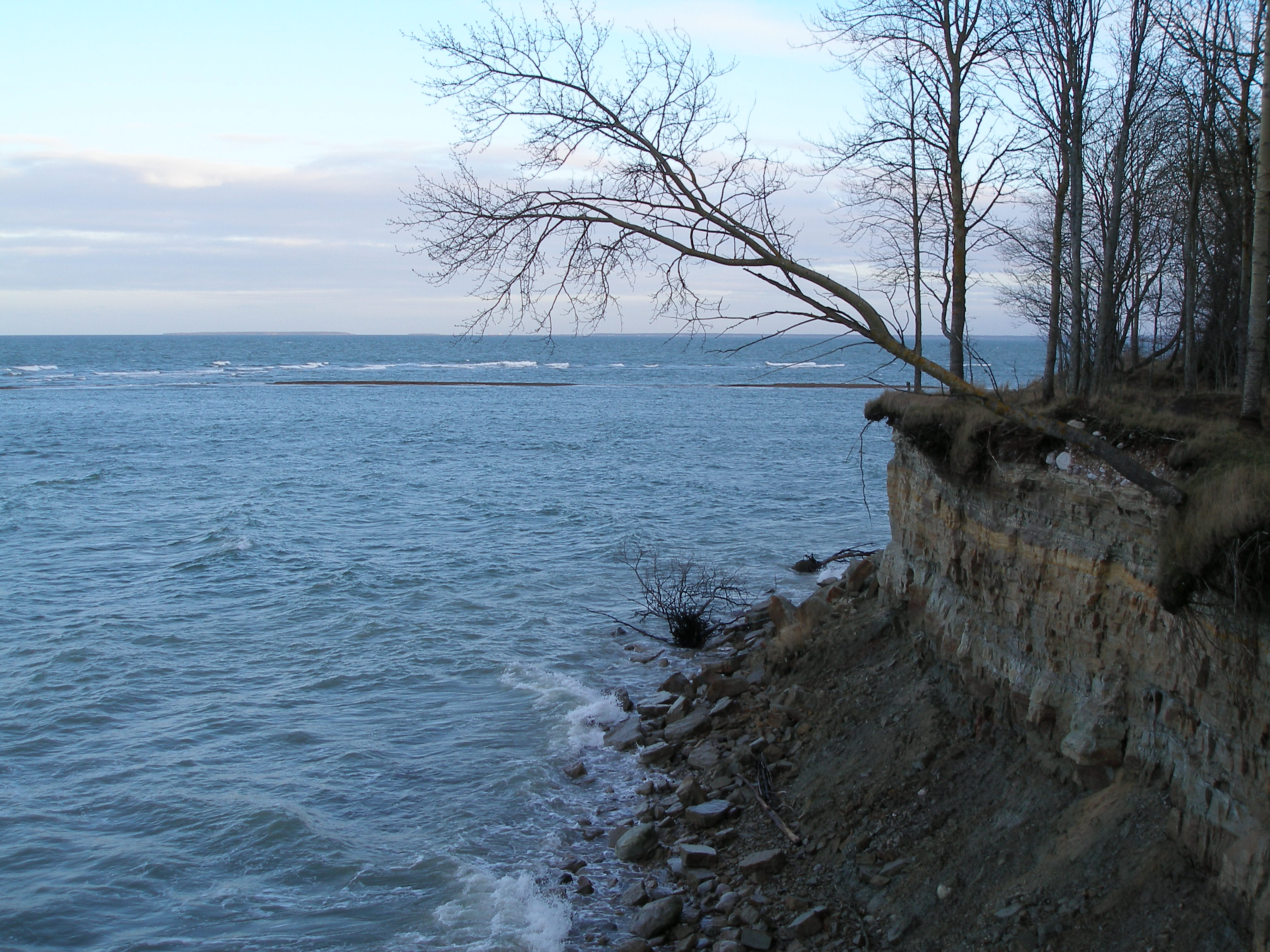
Клиф Какумяэ
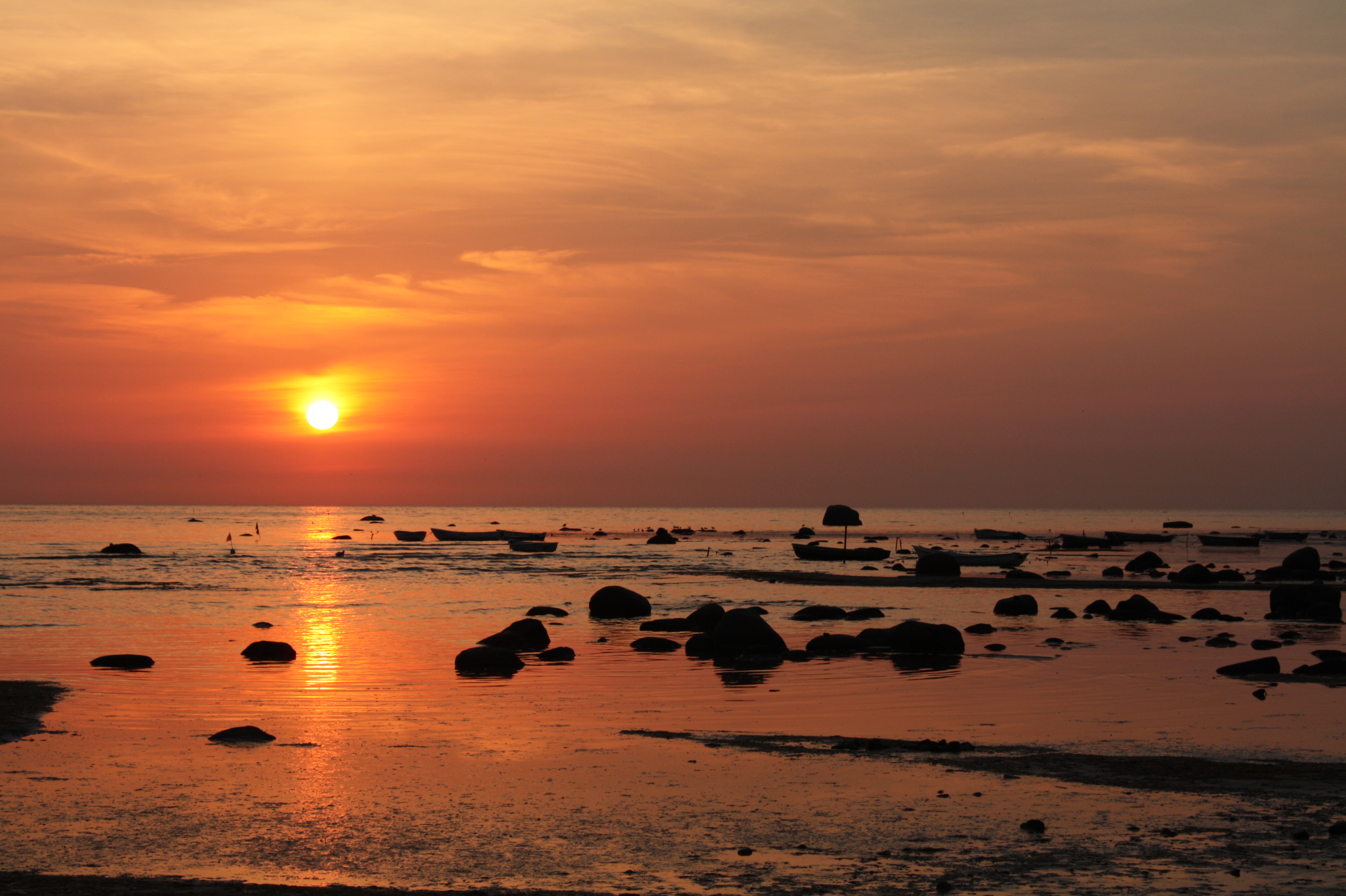
Летний закат